# Guldbagge 2010
La 45ª edizione del Premio Guldbagge si è svolta a Stoccolma il 25 gennaio 2010. 

## Vincitori
Vengono di seguito indicati in grassetto i vincitori. Ove ricorrente e disponibile, viene indicato il titolo in lingua italiana e quello in lingua originale tra parentesi.
Miglior film
- Uomini che odiano le donne (Män som hatar kvinnor), regia di Niels Arden Oplev
  - Starring Maja, regia di Teresa Fabik
  - I taket lyser stjärnorna, regia di Lisa Siwe

Miglior regista
- Lisa Siwe - I taket lyser stjärnorna
  - Teresa Fabik - Prinsessa
  - Fredrik Edfeldt - Flickan

Miglior attrice
- Noomi Rapace - Uomini che odiano le donne (Män som hatar kvinnor)
  - Malin Crépin - I skuggan av värmen
  - Stina Ekblad - Det enda rationella

Miglior attore
- Claes Ljungmark - Det enda rationella
  - Olle Sarri - Apan
  - Björn A. Ling - Bröllopsfotografen

Miglior attrice non protagonista
- Anki Lidén - I taket lyser stjärnorna
  - Tova Magnusson-Norling - Flickan
  - Annika Hallin - I taket lyser stjärnorna

Miglior attore non protagonista
- Kjell Bergqvist - Bröllopsfotografen
  - Joel Kinnaman - Johan Falk – Gruppen för särskilda insatser
  - Sven-Bertil Taube - Uomini che odiano le donne (Män som hatar kvinnor)

Migliore sceneggiatura
- Ulf Malmros - Bröllopsfotografen
  - Karin Arrhenius- Flickan
  - Teresa Fabik- Prinsessa

Migliore fotografia
- Hoyte van Hoytema - Flickan
  - Eric Kress - Uomini che odiano le donne (Män som hatar kvinnor)
  - Peter Mokrosinski - La ragazza che giocava con il fuoco (Flickan som lekte med elden)

Miglior film straniero
- Il nastro bianco (Das weiße Band - Eine deutsche Kindergeschichte), regia di Michael Haneke
  - Valzer con Bashir (Vals Im Bashir), regia di Ari Folman
  - Aruitemo aruitemo, regia di Hirokazu Kore-eda

Premio Guldbagge onorario
- Waldemar Bergendahl